# Рацитль
Рацитль (рос. Рацитль) — село Ахвахського району, Дагестану, Росія.
Населення — 114 (2010).

## Населення
За даними перепису населення 2002 року в селі мешкало 93 особи. В тому числі 53 (56,99 %) чоловіка та 40 (43,01 %) жінок.
Переважна більшість мешканців — аварці (28 % усіх мешканців). У селі переважає каратинська мова.